# Рябчук, Николай Юрьевич
Николай Юрьевич Рябчук, Микола Рябчук (27 сентября 1953, Луцк) – украинский поэт, переводчик, публицист, культурный и политический аналитик.

## Биография
Закончил Львовский политехнический институт по специальности инженер-электромеханик (1977) и  Московский литературный институт (1988). Принадлежал к кругу писателей-восьмидесятников. Занимался на Украине журналистикой, преподавал. В 1994—1996 и 1999 работал в университетах США. Член редакционной коллегии журнала «Критика» (укр. Критика). Переводит с английского и польского языков.
Жена — писательница Наталья Белоцерковец. У супругов — двое детей.

## Книги
- «Потреба слова» (1985)
- «Зима у Львові» (1989)
- «Від Малоросії до України: парадокси запізнілого націєтворення» (2000, признана книгой года в номинации Политология и социология)
- «Дилеми українського Фауста: громадянське суспільство і "розбудова держави"» (2000)
- «Деінде, тільки не тут» (2002)
- «Дві України: реальні межі, віртуальні ігри» (2003)
- «Зона відчуження: українська олігархія між Сходом і Заходом» (2004)
- «У ліжку зі слоном — українсько-російські асиметричні відносини: культурний аспект» (2006)
- «Четверта свобода: вільний рух людей між Україною та Європейським Союзом — проблеми і перспективи» (2006)
- «Сад Меттерніха» (2008)
- «Улюблений пістолет пані Сімпсон: хроніка помаранчевої поразки» (2009)
- «Постколоніальний синдром. Спостереження» (2011)

## Публикации на русском языке
- Культура памяти и политика забвения // Отечественные записки, 2007, № 1
- Что осталось от Оранжевой Украины
- Русский Робинзон и украинский Пятница: особенности «асимметричных» отношений. // Журнал «Форум новейшей восточно-европейской истории», ФРГ, 2/2012
- Прямолинейные стихи / Пер. с украинского С. Муштатова // «Воздух», 2017, № 1.

## Признание
Статьи и книги М.Рябчука переведены на многие иностранные языки. Премия Фонда Емельяна и Татьяны Антонович (2003) и др. награды.